# Leicy Santos
Leicy María Santos Herrera (* 16. Mai 1996 in Santa Cruz de Lorica) ist eine kolumbianische Fußballspielerin.

## Karriere

### Klub
Anfang 2017 wechselte sie von CD Generaciones Palmiranas zu Independiente Santa Fe. Zur Saison 2019/20 verließ sie dann ihr Heimatland und schloss sich in Spanien, jedoch erstmal nur auf Leihbasis, Atlético Madrid an. Nachdem Ablauf der Saison schloss sich dann abschließend fest dem Hauptstadtklub an.

### Nationalmannschaft
Für die kolumbianische A-Nationalmannschaft hatte sie ihr Debüt im Jahr 2014. In diesem Jahr kam sie auch bei der diesjährigen Copa América zum Einsatz, wo sie im Turnierverlauf vier Einsätze hatte und in ihrem ersten Spiel auch noch ein Tor erzielte. Am Ende qualifizierte sich ihr Team hierüber dann auch für die Weltmeisterschaft 2015, bei der sie auch zum Turnierkader gehörte. Hier kam sie im letzten Gruppenspiel und dem Achtelfinale zu Einsatzzeit, nachdem ihre Mannschaft dann aber auch aus dem Turnier ausschied.
Auch für das olympische Turnier im Jahr 2016 gelang ihrem Team die Qualifikation, womit sie hier auch Teilnehmerin war. Am Ende kam sie in allen Partien zum Einsatz, schied nach der Gruppenphase aber aus. Bei der Copa América 2018 verpasste sie mit ihrem Team erstmals seit langem, durch eine sieglose Finalrunde, die Qualifikation für die Weltmeisterschaft. Im Verlauf des Wettbewerbs gelangen ihr zumindest aber auch noch zwei Tore.
Hier war sie auch bereits Teil des Kaders bei der Copa América 2018 und verblieb allein in einem Spiel ohne Einsatz. Trotz der guten Ausgangslage in der Vorrunde, verpasst es ihre Mannschaft diese Schlagkraft mit in die Finalrunde zu übernehmen, womit man am Ende hier auf dem letzten Platz landete, sowie auch die Qualifikation für die Weltmeisterschaft 2019 verpasste. Danach nahm sie aufgrund der COVID-19-Pandemie, erst mit der Copa América 2022 an ihrem ersten nächsten großen Turnier mit teil. Hier schaffte sie es mit ihrer Mannschaft bis ins Finale und verlor hier aber gegen Rekordmeister Brasilien mit 0:1. Im Turnierverlauf erzielte sie selbst auch ein Tor in der Gruppenphase und bereitete vier weitere vor. Mit dem Finaleinzug gelang aber zumindest auch die Qualifikation für die Fußball-Weltmeisterschaft der Frauen 2023.
Am 4. Juli 2023 wurde sie für den finalen Kader bei der Weltmeisterschaft 2023 nominiert, in jedem der fünf Spiele ihres Teams eingesetzt und schied mit der Mannschaft im Viertelfinale gegen die Engländerinnen aus. Sie erzielte ein Tor während des Turniers.